# Parafia Narodzenia Najświętszej Maryi Panny w Sandomierzu
Parafia pw. Narodzenia Najświętszej Maryi Panny w Sandomierzu – parafia rzymskokatolicka znajdująca się w diecezji sandomierskiej, w dekanacie Sandomierz. Parafia erygowana w 1982 przy katedrze sandomierskiej. Mieści się przy ulicy Katedralnej.